# René-François Dumas
René-François Dumas  (* 14. Dezember 1753  in Jussey; † 28. Juli 1794 in Paris) war ein französischer Anwalt und Politiker während der Französischen Revolution, der als Verbündeter von Maximilien Robespierre galt. Er war Gerichtspräsident des Revolutionstribunals und wurde zusammen mit Robespierre in Paris guillotiniert.

## Leben
Dumas wurde in Jussey, in der Vogtei Amont (heute in der Haute-Saône), geboren und war gut gebildet. Im Juni 1790 gründete Dumas einen Volksverein in Lons-le-Saunier und wurde Mitglied des Stadtrats. 1791 war er Bürgermeister von Lons-le-Saunier. Er wurde Mitglied der „Gesellschaft der Freunde der Verfassung“, wo er eine führende Rolle spielte. Am 26. September 1793 wurde Dumas zum Vizepräsidenten des Revolutionstribunals ernannt und war an den Prozessen gegen Madame Elisabeth, Madame Roland, Marie-Antoinette und Madame du Barry beteiligt. Am 9. April 1794 löste er Martial Herman als Präsident des Revolutionstribunals ab. Herman wurde Innenminister.
Nach dem Staatsstreich und Fall von Robespierre am 9. Thermidor schloss er sich der aufständischen Pariser Kommune an, um die Freilassung von Maximilien Robespierre, Louis Antoine de Saint-Just, Georges Couthon, Philippe-François-Joseph Le Bas und Augustin Robespierre zu erreichen. Am Morgen des 28. Juli wurde die Gruppe von der von Léonard Bourdon geführten Nationalgarde im Hôtel de Ville verhaftet, in die Conciergerie gebracht und vor Gericht gestellt. Fouquier-Tinville, der als befangen galt, wurde als Ankläger ersetzt. Am frühen Abend wurde die Gruppe, unter ihnen auch Robespierre, auf der Place de la Révolution guillotiniert.